# Patinatge de velocitat sobre pista curta
El patinatge de velocitat sobre pista curta (en anglès, short track speed skating o, de manera més curta, short track) és un esport olímpic d'hivern consistent en curses de velocitat sobre una pista de gel.

## Origen
És un esport bastant recent que neix com una escissió del patinatge de velocitat en pista llarga. Va ser reconegut per la Federació Internacional de Patinatge el 1967. Els primers campionats del món daten de 1981 i la seva primera presència olímpica arribà a Calgary 1988, encara que solament com esport d'exhibició. En els següents Jocs Olímpics d'Albertville 1992 ja va ser esport olímpic oficial.

## Descripció
A diferència del patinatge de velocitat sobre gel, on es competeix contra el rellotge, en el patinatge de velocitat sobre pista curta els patinadors competeixen entre si i en una pista molt més curta.
El circuit oval de la pista amida únicament 111 metres (enfront dels 400 m de patinatge de velocitat) i no existeix divisió en carrers. Això provoca freqüents accidents durant les curses, sent habitual les caigudes i les desqualificacions. En conjunt és un esport molt espectacular.
Tradicionalment han destacat els patinadors del Canadà i Estats Units, encara que recentment han destacat també els patinadors asiàtics, xinesos, coreans i japonesos.

## Modalitats olímpiques
En el programa dels Jocs Olímpics d'Hivern es disputen vuit proves, quatre masculines i quatre femenines.
- Masculines: 500 metres, 1000 metres, 1500 metres i 5000 metres per equips.
- Femenines: 500 metres, 1000 metres, 1500 metres i 3000 metres per equips.

En cada una se celebren eliminatòries, classificant-se els primers per a la següent ronda, i així fins a la final. En cada cursa corren un màxim de sis participants.
En les proves per equips es competeix per relleus, amb equips de quatre patinadors, podent, cada patinador, donar el relleu en qualsevol moment, tot i que les dues darreres voltes les ha de fer un sol patinador.

## Imatges

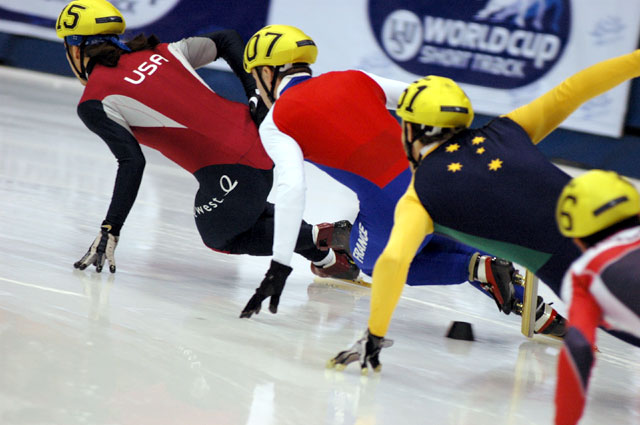
cursa de 500 m de la copa del Món del 2004 a Saguenay.
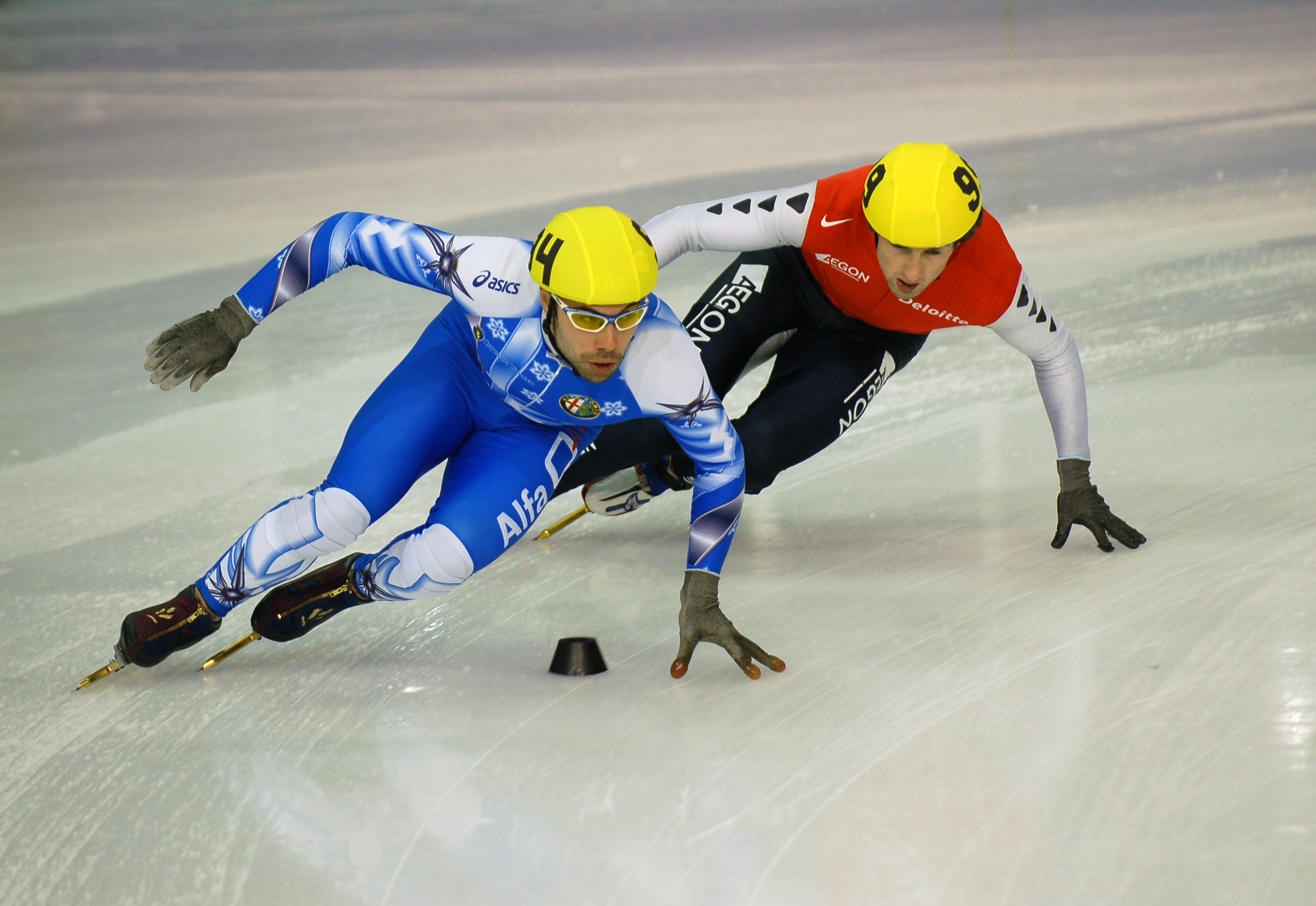
5000 m relleus al Campionat europeu del 2007.
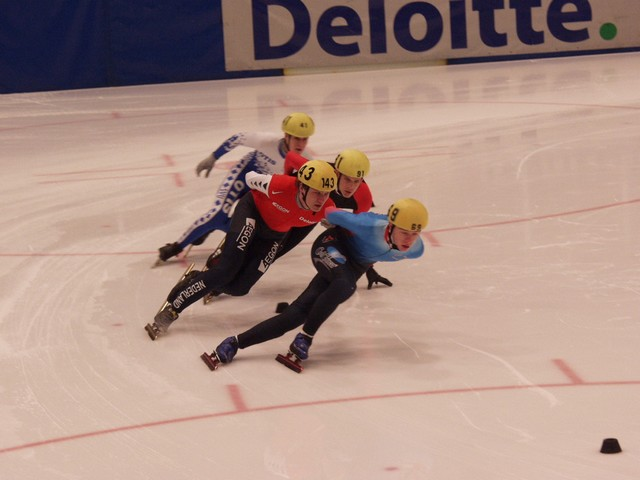
Imatge del campionat holandès del 2006.